# Plouénan
Plouénan (en bretó Plouenan) és un municipi francès, situat a la regió de Bretanya, al departament de Finisterre. L'any 2006 tenia 2.413 habitants.

## Demografia
| 1962                                       | 1968  | 1975  | 1982  | 1990  | 1999  |
| ------------------------------------------ | ----- | ----- | ----- | ----- | ----- |
| 2.638                                      | 2.642 | 2.581 | 2.510 | 2.356 | 2.381 |
| Des de 1962: població sense dobles comptes |       |       |       |       |       |

## Administració
| Període   | Identitat         | Partit |
| --------- | ----------------- | ------ |
| 1945-1977 | François Prigent  |        |
| 1977-1983 | Jean-Claude Rohel |        |
| 1983-2007 | Yves Autret       |        |
| 2007-     | Aline Chevaucher  |        |